# Wonei
Wonei è un'isola delle Caroline. Amministrativamente è una municipalità del Distretto Faichuk, di Chuuk, uno degli Stati Federati di Micronesia.
Ha una 1 073 abitanti (censimento 2008).